# Santa Rosa, Huixtán
Santa Rosa är en ort i Mexiko.   Den ligger i kommunen Huixtán och delstaten Chiapas, i den sydöstra delen av landet, 800 km öster om huvudstaden Mexico City. Santa Rosa ligger 1 756 meter över havet och antalet invånare är 105.
Terrängen runt Santa Rosa är huvudsakligen kuperad. Santa Rosa ligger nere i en dal som går i öst-västlig riktning. Runt Santa Rosa är det glesbefolkat, med 16 invånare per kvadratkilometer. Närmaste större samhälle är Chanal, 7,2 km sydost om Santa Rosa. I omgivningarna runt Santa Rosa växer huvudsakligen savannskog.